# Esin Turan
Esin Turan (Konya, 1970) és una pintora i escultora turca que resideix a Viena.
Turan sempre centra el seu treball en la superació dels estereotips occidentals del món islàmic. Les seves obres se centren en el concepte de la feminitat en les reflexions sobre la societat, la sexualitat, temes d'actualitat i la seva connexió interna amb el passat i els efectes del temps i l'espai.
Les seves obres han estat adquirides pel Ministeri Austríac d'Educació, Ciències i Arts, per la ciutat de Viena, i diversos col·leccionistes privats i s'han exhibit a Turquia, Àustria, Alemanya, Espanya, els Estats Units i el Japó.
Esin Turan va completar els seus estudis al Departament d'Escultura de la Facultat d'Arts de la Universitat de Hacettepe, i va continuant els seus estudis a l'Acadèmia de Belles Arts de Viena. Viu i treballa a Viena, i està involucrada en nombrosos projectes iniciats per l'Ajuntament de Viena i la Unió Europea amb el propòsit de reunir a joves de diferents cultures treballant junts en projectes artístics.

## Selecció d'exposicions
- 1998, Galeria Celeste, de Viena
- 1999, Galeria Aai, de Viena
- 2001, Galeria Siebenstern, Viena
- 2002, Gabriel Lansky, Viena
- 2004, Institut de Cultura d'Àustria, Istanbul
- 2009, Gartenstudio, Berlín
- 2009, Fòrum Cultural d'Àustria, Nova York